# Любарський провулок
Любарський провулок — провулок у Дарницькому районі міста Києва, житловий масив Позняки. Пролягає від Любарської вулиці до Здолбунівської вулиці.

## Історія
Провулок виник у 1-й половині XX століття, мав назву 2-а Комсомольська вулиця. Сучасна назва — з 1955 року, на честь смт Любар Житомирської області. У 2000-х роках провулок був значно скорочений у зв'язку із будівництвом житлового мікрорайону № 4-а масиву Позняки.